# تفسیر کتاب‌الله
تفسیر کتاب‌الله معروف به ترجمه و تفسیر قرآن به مازندرانی اشاره به نسخ خطی از کتابی متعلق به زیدیان طبرستان و دیلم دارد، که توسط ابوالفضل بن شهردویر دیلمی در قرن هفتم هجری نوشته شده و در آن بخش‌هایی از قرآن به‌صورت ترجمه و تفسیر به زبان‌های طبری، عربی و فارسی توأمان آورده شده است.
این کتاب در ابتدا به زبان عربی نوشته شده و پس از آن برای درک بهتر مخاطبان، حاشیه‌هایی به زبان طبری و بعضاً فارسی، به آن افزوده شده است. مطالب در نسخه‌های مختلف تفاوت‌هایی دارند و بخش‌هایی از مطالب مندرج نیز به افرادی غیر از نویسندهٔ اصلی کتاب تعلق دارند. ابوالفضل دیلمی مطالب این تفسیر را بر پایهٔ منابع مختلفی نوشته است و اکثر منابع او تفسیرهای معتزلی و زیدی هستند و توجه وی به علم کلام در گزینش منابع مشهود است. در میان منابع تفسیر کشاف بیش از همه مورد استناد قرار گرفته است.
در این کتاب هر صفحه به سه یا چهار ستون تقسیم شده و در ستون‌های نخستین آیات با ترجمهٔ طبری، در ستون بعدی تفسیر آیات و در ستون‌های مابعد از آن، حواشی و جزئیات دیگری دربارهٔ تفاسیر آورده شده و واژگان مرتبط با یکدیگر از ستون‌های مختلف با پاره‌خط‌هایی به یکدیگر مرتبط شده است. گویا این روش تعلیق‌نویسی در میان زیدیان گسترش یافته؛ چنان‌که کتاب‌های دیگری نیز توسط عالمان زیدی طبرستان، دیلم و خراسان در قرون بعدی به همین شیوه نوشته شده است.
این نسخ بخش قابل‌توجهی از آثار ارزشمند باقی‌مانده به زبان طبری قدیم را تشکیل می‌دهند و گویش آن‌ها متعلق به غرب مازندران یا شرق گیلان است. تا قرن دهم نسخه‌هایی از آن در مناطق مختلف کتابت شده است. هم‌اکنون نسخه‌هایی از این کتاب دوجِلدی در کتابخانه‌های مختلفی نگهداری می‌شوند و نسخه‌ای از آن توسط کتابخانهٔ مجلس شورای اسلامی چاپ و نشر شده است.

## پیشینه

### تفسیر قرآن
تفسیر اصطلاحی در علوم اسلامی است که به توضیح معانی قرآن و استخراج معارف آن می‌پردازد. علم تفسیر یکی از گسترده‌ترین زمینه‌های علوم اسلامی است. در ابتدای کار، بسیاری از صحابه در قرون نخستین با تفسیر کردن قرآن مخالف بودند و از معدود افرادی که به تفسیر پرداختند، علی بن ابی‌طالب، ابن‌عباس، ابن‌مسعود و ابی بن کعب بودند. هر یک از این افراد شاگردانی را نیز تربیت کردند. تا مدت‌ها تفاسیر به‌صورت شفاهی رواج داشت. گرچه مکتوب بودن بخشی از تفاسیر علی و ابن‌عباس محل تردید است، اما نخستین تفاسیر مکتوب در دورهٔ تابعین و توسط شاگردان چهار صحابهٔ مذکور، به وجود آمد؛ به‌طور مثال سعید بن جبیر به‌دستور عبدالملک بن مروان (خلیفهٔ اموی) تفسیری بر قرآن نوشت. غالب تفاسیر این دوره توسط شاگردان ابن‌عباس انجام شده است، ولی گاه مفسرانی هم بوده‌اند که پا فراتر از آموزه‌های ابن‌عباس گذاشتند و تفاسیر عقلی-درایی داشتند، که سرآمد آن‌ها حسن بصری است. در زمان اتباع تابعین تفسیر به‌عنوان یک «علم» شناخته شد و نخستین تفاسیر شیعی از زید بن علی، جعفر صادق و جابر بن یزید جعفی، در این دوره نوشته شد. در قرون دوم و سوم هجری، یحیی بن ابی کثیر و احمد بن حنبل مباحثی را مطرح کردند دربارهٔ این که با توجه به سنت بایستی قرآن را معنا کرد؛ این گروه که به اهل حدیث مشهورند، اعتقاد داشتند صرفاً با تکیه بر احادیث می‌توان قرآن را مورد مطالعه قرار داد. تفسیرهای حدیثی نیز انواع بسیاری داشته و فراوان‌اند.
از اواسط قرن دوم هجری تا قرن چهارم، علم کلام از جایگاه ویژه‌ای برخوردار شد. چون کلام بر پایهٔ عقل و نص بود، برداشت‌های مختلفی از قرآن انجام شد، که عالمان متکلم از همان ابتدا به آن علاقه نشان دادند و تفاسیری از عالمان معتزلی این دوره باقی مانده است. گروهی از معتزلیان بر متشابهات تمرکز کردند و آثاری به نام متشابه القرآن نوشتند. دستهٔ دیگری از تفسیرها با عنوان عمومی احکام القرآن در این دوره نوشته شدند و رویکردی فقهی دارند. این تفسیرها صرفاً احکام دین را استخراج می‌کنند و نگارششان از میانهٔ قرن دوم هجری توسط محدثان آغاز شد و تاکنون ادامه دارد. همچنین برخی تفسیرها رویکردی ادبی داشتند و قرآن را از نظر زبان‌شناسی، دستور زبان و معنی کلمات بررسی می‌کردند. بسیاری از عالمان نحوی و قاریان از نیمهٔ نخست قرن دوم این گونه از تفسیرها را آغاز کردند. گونه‌های مختلفی از نوع ادبی وجود دارد، مانند معانی القرآن، مجاز القرآن، علوم القرآن و…. همچنین اخباریان، نظیر محمد بن جریر طبری، تفسیرهایی بر پایهٔ مطالعهٔ تاریخ رخدادها و شأن نزول آیات و صوفیان تفسیرهایی عرفانی نوشته‌اند.

### زیدیه در طبرستان و دیلمان

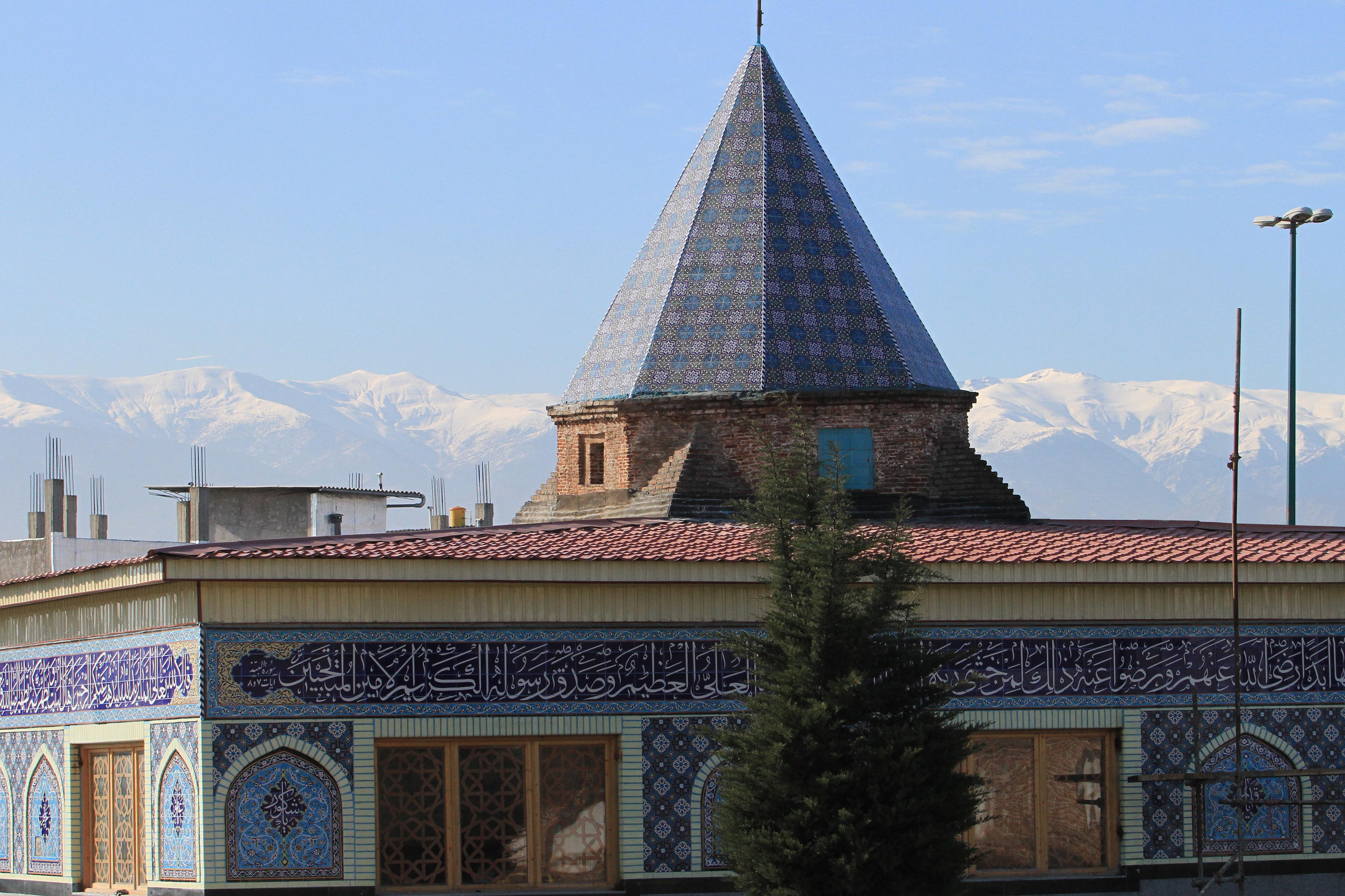
مقبره ناصر کبیر در آمل؛ ناصر الحق اطروش از امامان زیدی و از حاکمان علویان طبرستان و گیلان بود که کتب بسیاری نگاشت و دارای تفسیری به نام خود بوده. او موجب مسلمان شدن بسیاری از اهالی دیلم شد و صاحب مکتب فقهی ناصریه است. نویسندهٔ تفسیر کتاب‌الله از وی به صورت «ناصر للحق ع» نام می‌برد.

زیدیه یکی از مذاهب اسلام است که از انشعاب‌های تشیع به‌شمار می‌رود. پیروان این مذهب دوره‌ای در شمال ایران کنونی و دوره‌ای هم در شمال یمن دارای اکثریت نسبی بودند. پیروان زیدی به جای آن که امامت را موروثی و حاصل نص امام پیشین بدانند، معتقدند هر سیدی که از فرزندان فاطمه زهرا باشد و علیه حکومت ظالمی قیام کند، امام خواهد بود. در طبرستان و دیلمان چند قرن حکومت در دست دولت‌هایی زیدی بود و آن‌ها دارای کتابت و صاحب قلم نیز بودند. از آنجا که اکثر آنان تباری عرب داشتند، به زبان عربی آثاری نگاشتند؛ که سرآمد این افراد ناصر الحق اطروش بوده است. با این حال از قرون هشتم و نهم هجری، در آثار ایشان زبان محلی طبرستان و دیلم با عربی آمیخت.

### ادبیات مازندرانی و دیلمی
زبان‌های کاسپین در محدوده‌ای میان رشته‌کوه البرز و دریای مازندران جای دارند و از زبان‌های ایرانی شمال غربی هستند. آثاری از دوره باستان و میانه برای این زبان‌ها شناخته نیست؛ ولی نخستین مکتوبات به زبان مازندرانی در قرن چهارم هجری با نام‌های مرزبان‌نامه و نیکی‌نامه توسط مرزبان بن رستم نوشته شده‌اند و تا پیش از ترجمه قرآن، کتاب‌های باوندنامه و ترجمهٔ مقامات حریری نیز به این زبان نوشته شده بودند و علاوه بر آن، آثار پراکنده دیگری هم از این زبان وجود داشتند. منتهی از ادبیات گیلکی به جز آثار اندکی همچون مصراع‌هایی از سید قاسم انوار، اطلاعات چندانی پیش از تفسیر ابوالفضل دیلمی (که با گویشی از ناحیهٔ غرب مازندران و شرق گیلان است)، موجود نیست. تفسیر کتاب‌الله در قرون هشتم، نهم یا دهم هجری نوشته شده و نشانگر استقلال این زبان از فارسی معیار در این دوران است. نوشته‌های به جا مانده از این قرون اغلب دو زبانه و مخلوطی از عربی، فارسی و گویش‌های محلی هستند. این موضوع نشان‌دهندهٔ رایج بودن زبان‌های محلی است، که برای توضیح کلمات دشوار فارسی و عربی آورده شده‌اند.

## نویسنده(ها)

### ابوالفضل دیلمی
پیش از سده چهاردهم اطلاعات چندانی از نویسندهٔ تفسیر کتاب‌الله موجود نبود؛ تا این که بنا بر نقل‌های آقا بزرگ تهرانی مشخصات «ابوالفضل بن شهردویر دیلمی» مشخص شد. آقا بزرگ نسخه‌ای کامل از این اثر را در نجف یافته و از کتابی به نام مطلع البدور بهره برده بود، که خود این کتاب نقلی از نوشتهٔ یوسف حاجی دیلمی است. بنا بر این اطلاعات، وی از یک خاندان زیدی در دیلمان بوده است، که برخی از خویشاوندانش نیز دارای تألیفاتی هستند و خود در قرن هشتم هجری در روستای «مرکال» می‌زیسته است. ابوالفضل دیلمی همچنین کتاب کلامی دیگری با نام دلائل التوحید را نیز نوشته است.
آقا بزرگ در نوشته‌های خود خاندان مذکور را متعلق به قرن هشتم هجری دانسته؛ ولی حسن انصاری، مورخ معاصر، معتقد است که وی به خاطر اشکالی که در منابع اولیه‌اش وجود داشته، دچار اشتباه شده است و ابوالفضل دیلمی می‌بایست در نیمهٔ قرن هفتم هجری تفسیر کتاب‌الله را نوشته باشد. او برای اثبات این مسئله به چندین منبع از زیدیان یمن و مکاتبات میان یوسف بن الحسن (پدربزرگ ابوالفضل دیلمی) و یکی از امامان زیدی یمن در قرن ششم هجری استناد کرده است.
بنا بر مطالبی که در تفسیر آمده است، مشخص است که ابوالفضل دیلمی یک شیعه زیدی بوده است؛ چنان‌که علاقه ویژه‌ای به زید بن علی نشان داده است و آرا و روایاتش را بیان می‌کند، وی تنها یکی از فرزندان علی بن ابی‌طالب را جانشین او می‌داند، پس از نام ائمه زیدی «ع» (کوتاه‌شدهٔ علیه‌السلام) می‌گذارد و در مسائلی چون «خالی نبودن زمانه از حجت» و رجعت نظرات شیعیان امامی را مردود می‌داند و همچنین توجه خاصی به ناصرالحق اطروش دارد. از آخرین مورد می‌توان حدس زد که وی از زیدیان ناصری بوده است.

### الحاقات
حبیب برجیان در بررسی نسخهٔ شماره ۱۷۹۸۲ مجلس می‌گوید ترجمه‌های طبری الحاقی است و گویا غرض نویسندگان آیات این بوده است که تنها در این نسخه متون عربی قرار داشته باشد. او در ادامه می‌گوید مترجم(ها) در فضای میان سطور آیات و حاشیه‌های آیات یا حاشیهٔ صفحات آنقدر فضای خالی داشته‌اند که بتوانند متون تفسیر و ترجمه را وارد کنند. برجیان همچنین می‌گوید کمتر آیه‌ای به صورت کامل ترجمه شده و عموم ترجمه‌ها پاره‌پاره و شامل مفردات یا ترکیبات هستند. الزاماً تمامی آنان ترجمه نیستند و گاه تفاسیری نیمه طبری و نیمه فارسی یا عربی هستند و در برخی موارد تماماً تفسیری عربی آمده و گاهی در میان تفاسیر عربی نیز کلماتی به طبری ترجمه شده است. متون طبری با دو دست‌خط نوشته شده که یکی بزرگ‌تر است و با نسخ گرد نوشته شده و دیگری تازه‌تر و با بسامد کمتری است و نستعلیق ریز است. خط دوم فارسی‌گرایی بیشتری دارد. به‌طور مثال کاتب اول می‌گوید «دوجهی بن» و دومی می‌گوید «دوزخی آتش» (هر دو به معنای آتش دوزخ).
محمد عمادی نیز معتقد است زبان اولیهٔ اثر عربی بوده و غالب تفاسیر به این زبان نوشته شده و ترجمه‌ها و تفاسیر طبری در میان آن، نه به قصد یک ترجمه کامل طبری، بلکه برای توضیح و توجیه مخاطب، آمده است. وی همچنین می‌گوید بعید نیست که برخی از این ترجمه‌ها، بعدها توسط دیگر عالمان و طالبان زیدی، که به مطالعه اثر می‌پرداختند، به آن افزوده شده‌باشد؛ لذا برخلاف ترجمه‌های میان سطور قرآن، که احتمالاً اثر مؤلف نبوده‌اند و الحاقی هستند، تفاسیر حاشیه‌ای به گویش محلی و گاه عربی قاعدتاً اثر ابوالفضل دیلمی است.

## ویژگی‌ها
نویسنده نامی برای این کتاب نگزیده و نام تفسیر کتاب‌الله یا تفسیر کلام‌الله از ترقیمه کتاب اخذ شده است. این تفسیر در دو مجلد است؛ جلد اول از آغاز قرآن تا پایان سورهٔ کهف و جلد دوم از آغاز سورهٔ مریم تا آخر قرآن را دربردارد.

#### مضمون
منابع تفسیر کتاب‌الله شامل آثار تفسیری، کلامی و ادبی است. وجود آثار تفسیری و ادبی با توجه به موضوع نوشتار طبیعی می‌نماید؛ ولی استفاده از آثار کلام اسلامی نشان‌دهندهٔ گرایش و علاقهٔ شخصی نویسندهٔ آن به کلام است؛ چنان‌که نوشتن کتابی با نام دلائل التوحید را هم به او منسوب کرده‌اند.
ابوالفضل دیلمی، بنا بر سنت زیدیان، به آرا و اقوال متکلمان معتزلی توجه خاصی دارد؛ از معتزلیان متقدم همچون ابوهاشم جبائی و پدرش ابوعلی، قاضی عبدالجبار همدانی، ابوالقاسم بستی و ابومسلم اصفهانی، تا متکلمان و مفسران متأخر معتزلی همچون رکن‌الدین محمود ملاحمی و جارالله زمخشری مورد استفاده قرار گرفته است. به نظر می‌رسد که او به مکتب معتزلی ابوهاشم جبائی (مؤسس مکتب بهشمیه) تعلق خاطر دارد؛ هرچند به اقوال و آرای پیروان مکتب ابوالحسین بصری، همچون رکن‌الدین ملاحمی، نیز توجه کرده است.
همچنین بخش گسترده‌ای از منابع این کتاب از آثار قدیم و متأخر زیدیان بوده‌اند که تعدادی از آنها توسط دیلمیان نوشته شده‌اند و امروزه نسخه‌ای از آن‌ها بر جای نمانده است. مانند آثار قاسم بن ابراهیم رسّی، ابوالعباس حسنی و المؤید بالله. در این بین کتاب‌های ناصر کبیر از جمله تفسیر، کتاب المسائل، کتاب الوصایا و کتاب المناهی او مورد استناد قرار گرفته‌اند، که هیچ‌کدام در حال حاضر در دسترس نیستند؛ فلذا تفسیر کتاب‌الله منبع ارزشمندی برای یافتن اطلاعاتی از مندرجات این کتب است.

### شیوهٔ کتابت

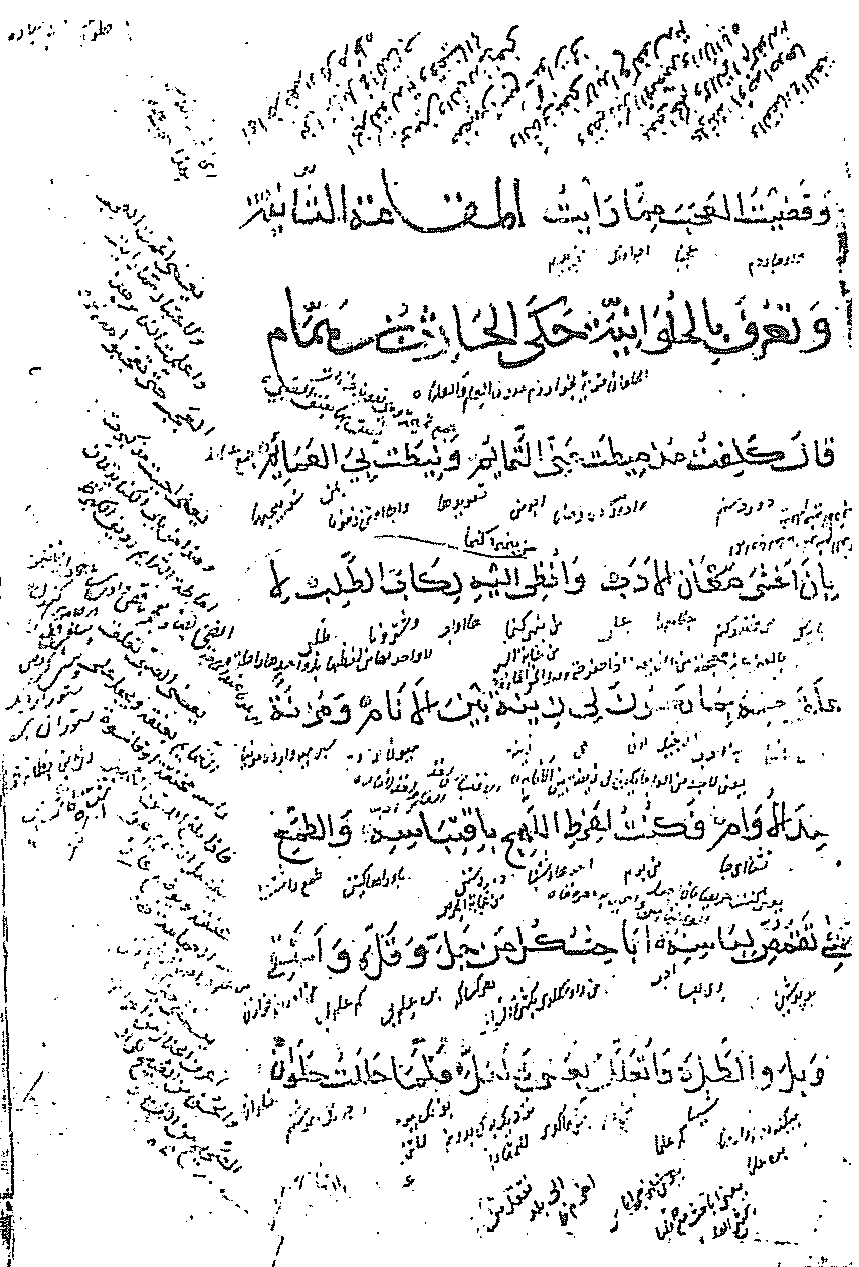
صفحه‌ای از مقامات حریری نوشتهٔ قاسم بن علی حریری، که از نظر شیوهٔ کتابت و وجود ترجمه به زبان طبری شباهت بسیاری با تفسیر کتاب‌الله دارد.

شیوهٔ کتابت آن نیز به گونه‌ای است که در وسط صفحه آیات قرآن به خطی درشت کتابت شده و در حواشی بالا، یکی از طرفین و پایین آن مطالبی تفسیری آمده است. مطالب در ستون‌هایی آمده، ستون اول متن آیات با ترجمه، ستون دوم تفاسیر و ستون‌های بعدی جزئیات تفاسیر هستند. با کشیدن خطی، توضیحات هر واژه‌ای از قرآن به خود آن واژه متصل شده است.
آقا بزرگ تهرانی (که به نسخه‌ای در نجف دسترسی داشت) در الذریعة الی تصانیف الشیعة همین مطالب را آورده است و در توضیح ابوالفضل دیلمی می‌گوید «در نسخه‌های خطی قرآن زیدیه شمال، هر صفحه به سه یا چهار ستون تقسیم شده و در ستون‌های نخست آیات با ترجمه طبری آمده‌اند و در ستون بعدی تفسیر آیات می‌آید و در ستون‌های بعد از آن حواشی و توضیحات دیگری دربارهٔ تفاسیر آورده شده است و این تفاسیر با خطوطی به آیات مرتبط می‌شوند.»
همان‌طور که گفته شد، در اطراف هر برگ، تعلیقاتی نوشته‌اند که با خطی به محلی در میان آیات متصل شده، که نشان‌دهندهٔ درسی بودن تفسیر اخیر است و تعلیقات مذکور در حقیقت مطالب بیان شده در هنگام تدریس تفسیر است. شکل نگارش خاص تفسیر اخیر یعنی نگارش قرآن در وسط صفحه که تقریباً بخش اعظمی از هر صفحه را به خود اختصاص داده، باعث شده تا برخی از نسخه‌های موجود تفسیر توسط فهرست‌نگاران کتابخانه‌ها به عنوان قرآن معرفی شود؛ همچنین کثرت مطالب نقل شده از تفسیر کشاف به صورتی است که می‌توان تفسیر اخیر را گزیده‌ای زیدی از آن دانست. این خصلت سبب شده که برخی نسخه‌های تفسیر کتاب‌الله به عنوان تحریری البته تا حدی متفاوت از تفسیر کشاف معرفی شود.

#### آثار دارای شیوهٔ کتابت مشابه
نسخه‌های برجای مانده از این تفسیر، همگی از قرن نهم یا اوایل قرن دهم هستند و به یک شکل، شیوه و اندازه کتابت شده‌اند. همگی این نسخه‌ها متعلق به یک «سنت کتابت» هستند. این روش صفحه‌آرایی مختص به این کتاب نیست و آثار زیدی دیگری نیز در شرق گیلان و غرب مازندران از قرون نهم و دهم میلادی به همین شکل تعلیق‌نویسی و تفسیر شدند. این روش به خصوص در میان پیروان ناصریه رواج داشته است.
از قدیمی‌ترین آثاری که پیروان زیدی و ناصری شرق گیلان و غرب مازندران با سبک مختص خود نوشته‌اند، الإبانة اثر ابوجعفر هوسمی است که در قرن پنجم هجری نگاشته شده است. این کتاب مطالبی فقهی دربارهٔ ناصریان و برخی مطالب پراکنده دیگر ارائه می‌دهد و دارای شباهت‌هایی با تفسیر کتاب‌الله در سبک و سیاق نوشتن است. حاشیه‌ها به زبان بومی نیز در این کتاب که ۱۵۰ سال پیش از تفسیر کتاب‌الله نوشته شده، مشابهت دارد.
گویا این روش تعلیق‌نویسی در میان زیدیان گسترش یافته است. کتاب الکفایة فی علم الاعراب اثر ضیاءالدین مکی (شاگرد جارالله زمخشری) با این روش کتابت در سه نسخه باقی مانده است. مقامات حریری نوشتهٔ قاسم بن علی حریری نیز از ترجمه‌های عربی به طبری دیگری است، که حائز اهمیت است. رسول جعفریان نیز به بررسی رساله‌ای پرداخته که در بخشی از آن بدون نام بردن از کسی، به «فساد» موجود در حکومت زیدیان گیلان انتقاد شده است و جعفریان از شباهت روش نگارش این کتاب به تفسیر کتاب‌الله سخن گفته است؛ این اثر در حوالی سال ۷۳۲ هجری با انشای ادبیانه‌ای نوشته شده است. همچنین محمدکاظم رحمتی، مورخ معاصر، نسخه‌هایی از نهج البلاغه نگاشته شده توسط عالمان زیدی نیشابور را با کمک شیوهٔ کتابت مذکور شناسایی کرده، که در قرن ششم هجری نوشته شده‌اند.
از قرون سوم تا ششم هجری (نهم تا دوازدهم میلادی)، طبرستان و گیلان، سپس شهر ری در زمان آل بویه و بیهق در خراسان مراکز فکری اصلی زیدیه بودند. به تدریج جوامع زیدی ایران رو به زوال رفتند و میراث مکتوبشان دیگر روایت و منتقل نگردید. اگر انتقال آثار مکتوب زیدیان شمال ایران به یمن، در دوران یکپارچگی سیاسی زیدیان در قرن پنجم هجری نبود، می‌توان گفت کل میراث مکتوب این جنبش در ایران از بین می‌رفت. در عهد یکی از امامان زیدی یمن، به نام المنصور بالله، این انتقال فرهنگی به یمن در اوج خود بود. وی در ۶۱۴ هجری درگذشت و انتقال آثار مکتوب زیدیان ایران به یمن، که حال مرکز فکری زیدیه شده بود، متوقف گردید.

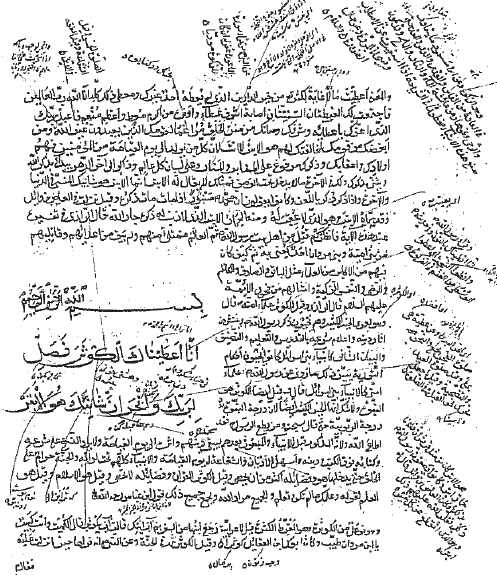
تصویری از برگهٔ سورهٔ کوثر در تفسیر کتاب‌الله

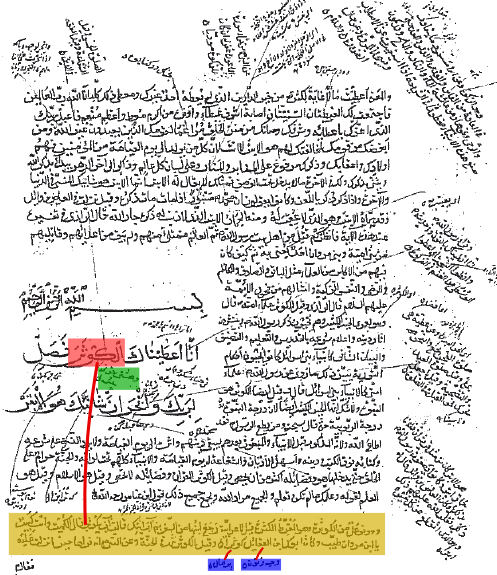
نحوهٔ اتصال کلمه «کوثر» به تفاسیر و ترجمه‌هایش

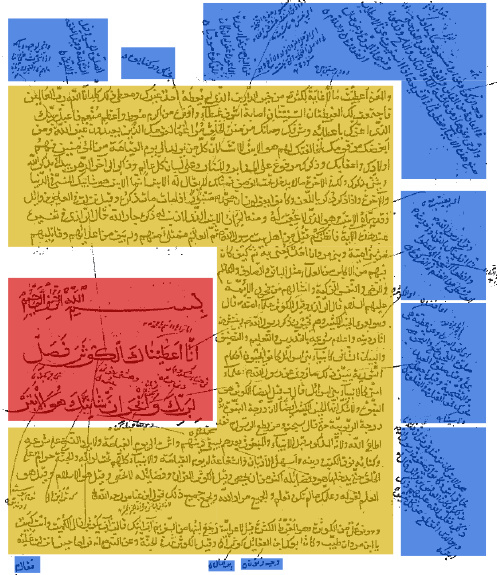
ستون‌های سه‌گانه که در هر صفحهٔ کتاب وجود دارند

## نسخه‌ها

### نسخه‌های موجود در مجلس

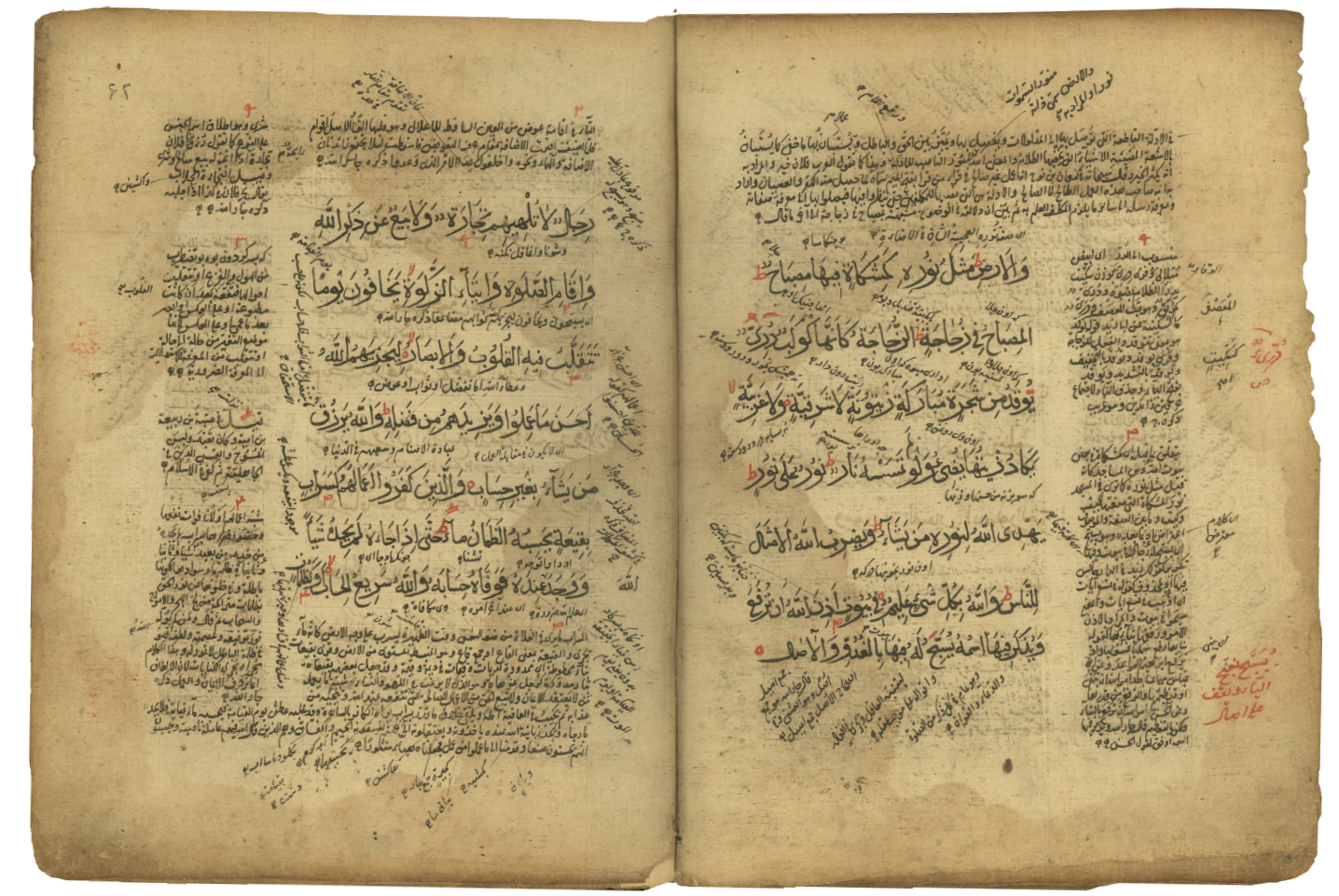
دو برگ از نسخهٔ ۴۰۲۸ کتابخانهٔ مجلس

نسخهٔ شمارهٔ ۱۲۲۷۸ کتابخانهٔ مجلس جلد اول تفسیر کتاب‌الله است. در انتهای این نسخه نیز افتادگی وجود دارد و تفسیر سوره کهف نیمه‌کاره است. این نسخه دارای ۳۱۸ صفحه در جلد مقوایی عطف تیماج است و قطع ۱۹×۲۷٫۵ سانتی‌متری دارد و تاریخی در آن ذکر نشده است. در قرن نهم یا دهم هجری کتابت شده و جایی از آن نام کاتب «شمس‌الدین خادم» ذکر شده است.
نسخهٔ شمارهٔ ۴۰۲۸ کتابخانهٔ مجلس که تنها جلد دوم کتاب در آن است و از سورهٔ مریم تا تفسیر آیهٔ نخست از سوره فلق است. گویا این نسخه دارای افتادگی است.
نسخهٔ دیگری از جلد دوم (سورهٔ مریم تا آخر) نیز با ترجمه فارسی و طبری کهن به شمارهٔ ۱۷۹۸۲ در مجلس نگهداری می‌شود. این نسخه ۳۸۸ برگ دارد و صحافی چرم بر آن نهاده‌اند. بخشی بزرگی از این جلد تفسیرهایی به زبان عربی است. کاتب این جلد شخصی به نام «احمد بن تائب سلار بن محمد کینارودی» است و در پنجشنبه مورخ ۱۵ رمضان ۸۹۰ هجری کار نگارش آن به پایان رسیده است. او این اثر را برای شخصی به نام «حاجی بن فقیه محمد بن نماور تنهجانی» نوشته بود. در دو برگ ابتدایی این نسخه یادداشت‌هایی وجود دارد که برگ نخست آن را شخصی به نام «محمد صالح غروی» نوشته؛ این یادداشت اطلاعات مفیدی دربارهٔ ناصر کبیر و داعی کبیر، دو حاکم علویان طبرستان، ارائه می‌دهد و احتمالاً از منبع زیدی دیگری استخراج شده است. همچنین کاتبان دیگری نیز در جای‌جای این نسخه یادداشت‌های پراکنده‌ای گذاشته‌اند. در برگ ۳۸۶-الف نکته‌ای آمده که بیان داشته کتاب به همراه چند اثر زیدی و غیر زیدی دیگر، بر جامانده از متعلقات سید هادی کیا (حاکم کیاییان، متوفی ربیع‌الاول ۹۶۸ ه‍) است.
شهاب‌الدین حسینی نجفی مرعشی پشت جلد نسخهٔ ۱۷۹۸۲ نوشته است: «آنچه به نظر حقیر آمد، پس از ملاحظهٔ بسیار مختصر: در حواشی آیات شریفه تفسیری است ملتقط از کشاف، بیضاوی، تفسیر ناصر کبیر، از ائمهٔ زیدیهٔ جد مادری سید مرتضی، تفسیر ابواسحاق ثعلبی، تفسیر سُدّی و کسی که تفسیر به امر او نوشته شد، اسمش ملا حاجی پسر فقیه مازندرانی دیلمی، از اعلام زیدیه می‌باشد. آنچه به نظر حقیر می‌رسد، تفسیر تألیف علامه بحّاثه شیخ مجدالدین مازندرانی است از اعلام زیدیه که در حدود سنه ۷۰۰ فوت شد (والعلم عندالله). نفاست نسخه از حیث قدم و مشتمل بودن بر لغات مازندرانی است و علاوه مشتمل است بر کلمات بعضی از علما زیدیه در تفسیر آیات شریفه قرآن»
کتابخانه مجلس شورای اسلامی با همکاری کتابخانه تخصصی تفسیر و علوم قرآنی (وابسته به دفتر آیت‌الله سیستانی)، دو نسخهٔ مربوط به مجلس (۱۲۲۷۸ و ۱۷۹۸۲) را به صورت تصاویر چاپی در قطع اصلی منتشر کرد و محمد عمادی حائری بر آن مقدمه‌ای نوشته است.

### دیگر نسخه‌ها

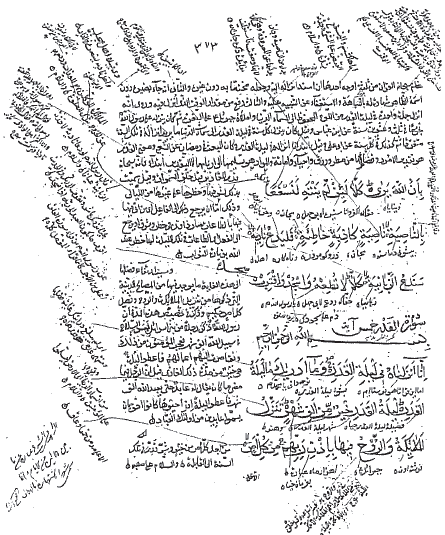
سورهٔ قدر در نسخهٔ شمارهٔ ۱۷۹۸۲

نسخه‌ای از جلد اول تفسیر کتاب‌الله به شمارهٔ ۲۷۷ در کتابخانهٔ ملک وجود دارد که هم ابتدا و هم انتهای آن افتادگی‌هایی دارند. این نسخه در آغاز قرن دهم هجری به خط نسخ در ۳۵۶ برگ ۲۹×۲۱٫۷ سانتی‌متری نوشته شده است.
نسخه‌ای هم در کتابخانهٔ مغنیساگل شهر مغنیسا، در آیدین ترکیه، موجود است. این نسخه از جلد دوم است و حاشیه‌هایی دربارهٔ رخدادهای تاریخی و مالکان این نسخه را تشریح کرده‌اند. محمدتقی دانش‌پژوه در فهرست میکروفیلم‌های کتابخانهٔ مرکزی دانشگاه تهران تمامی این حاشیه‌نویسی‌ها به زبان عربی را آورده است. این جلد به شمارهٔ Ketablike 127 در ۴۱۲ برگ به خط نسخ و متعلق به قرن نهم هجری است. این جلد در مدرسهٔ فقیه محمد تلجانی، واقع در روستایی به نام «سنگرپشت»، کتابت شده و در سیاماه تقویم طبری در سال ۸۹۹ و در یک روز جمعه به پایان رسیده.
نسخه‌ای از جلد دوم این تفسیر در ساری نزد خاندان سورتیجی نگهداری می‌شود. این نسخه که حبیب برجیان از آن یاد کرده، دارای ۲۵۰ صفحه با قطع ۲۰×۳۰ است. این جلد بیش از یک‌سوم قرآن را شامل می‌شود و برخی آیات پایانی را در برندارد.
نسخه‌ای از تفسیر کتاب‌الله در اسکاتلند است و در لژ بزرگ اسکاتلند نگهداری می‌شود. الول ساتن، ایران‌شناس بریتانیایی، این نسخه را مورد بررسی جامع خود قرار داده است.
همچنین رحمتی تعداد دیگری از نسخه‌های این کتاب را با توجه به شیوهٔ کتابت در فهرست‌های مرتبط با نسخ خطی (دنا و فنخا) یافت؛ که نسخه‌های زیر از آن جمله‌اند:
نسخهٔ کتابخانهٔ صدوقی در یزد به شمارهٔ ۹۵ نیز پیدا شد که ابتدا به عنوان یک قرآن خطی فهرست‌گذاری شده بود. این جلد کتاب ۳۵۲ برگ دارد و نیمهٔ نخست قرآن را شامل می‌گردد. کتابت توسط فردی به نام «یوسف بن رستم»، ساکن «بلالم»، برای «فقیه سلیمان بن فقیه حسن جماستانی» در یکشنبه ۱۷ صفر سال ۸۸۴ انجام شده.
نسخهٔ موجود در کتابخانهٔ آستان قدس رضوی در مشهد، به شمارهٔ ۲۱۳۹۳ که کتابتش را «احمد بن سلار کینارودی»، برای «نورالله بن علی اشکوری» در پنجشنبه ۷ رمضان سال ۸۸۹، انجام داده است. این دومین نسخه‌ای است که توسط کینارودی کتابت شده و نسخهٔ ۱۷۹۸۲ کتابخانهٔ مجلس هم توسط او نوشته شده. اما کسی که سفارش کتابت را انجام داده، متفاوت است. نسخهٔ مشهد مجلد دوم کتاب را شامل می‌شود و یک سال پس از جلد اول آن نوشته شده است.

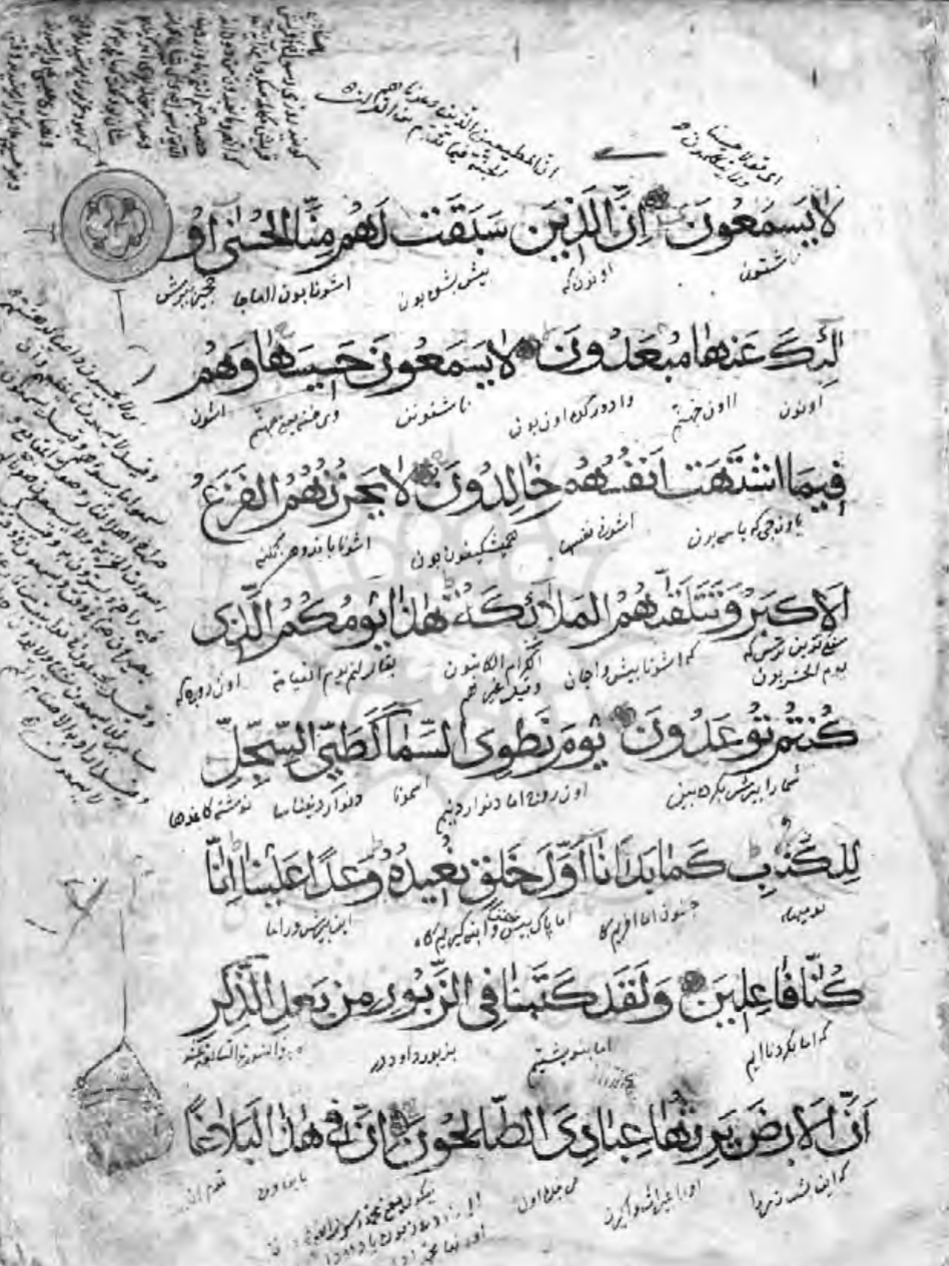
ترجمه دیلمی از قرآن که شباهت‌ها و تفاوت‌هایی با تفسیر کتاب‌الله دارد.

شمارهٔ ۶۲ و ۶۳ در کتابخانهٔ فرید بن عبدالوهاب تنکابنی در شهر رامسر یافت شده است. به دلیل ناقص بودن ابتدا و انتهای شمارهٔ ۶۲ (فنخا، ج ۸، ص ۵۴۲)، مشخص نشده که این نسخه از کدام جلد تفسیر کتاب‌الله است؛ ولی شمارهٔ ۶۳ (فنخا، ج ۸، ص ۵۵۱) جلد دوم تفسیر است.
شمارهٔ ۱۲۵۶۶ (فهرست، ج ۳۱، ص ۶۵۱) در کتابخانه آیت الله مرعشی، که جلد دوم تفسیر کتاب‌الله است.
کتابخانهٔ آیت الله نجومی کرمانشاهی که مشتمل بر جلد اول تفسیر است و کاتب آن «برهان بن حسین بن حسن» ذکر شده و تاریخ پایان کتابت چهارشنبه ۱۰ محرم ۸۹۶ است. نسخهٔ اخیر دارای حاشیه‌نویسی‌هایی می‌باشد.
یک ترجمه از قرآن به زبان دیلمی در کتابخانه آستان قدس رضوی به شماره ۴۹۷۵ وجود دارد که تفاوت‌های بسیاری با تفسیر کتاب‌الله دارد. ترجمه دیلمی قرآن برخلاف نسخه‌های تفسیر کتاب‌الله، ترجمه‌های کاملی از متن قرآن ارائه می‌دهد؛ در حالی که در تفسیر کتاب‌الله هدف ترجمهٔ آیات نبوده و صرفاً معنای برخی کلمات زیر آن‌ها یادداشت شده است؛ لذا آیاتی در کتاب‌الله وجود دارند که هیچ ترجمه‌ای بر آن‌ها وجود ندارد ولی در ترجمهٔ دیلمی قرآن این آیات به صورت کامل ترجمه شده است. علاوه بر این تفاوت، از واژگان و جملات متفاوتی در این دو اثر استفاده شده که می‌تواند بر اثر سبک شخصی نویسنده یا یکسان نبودن زمان و مکان نگارش کتاب‌ها بوده باشد.

## در زبان‌شناسی

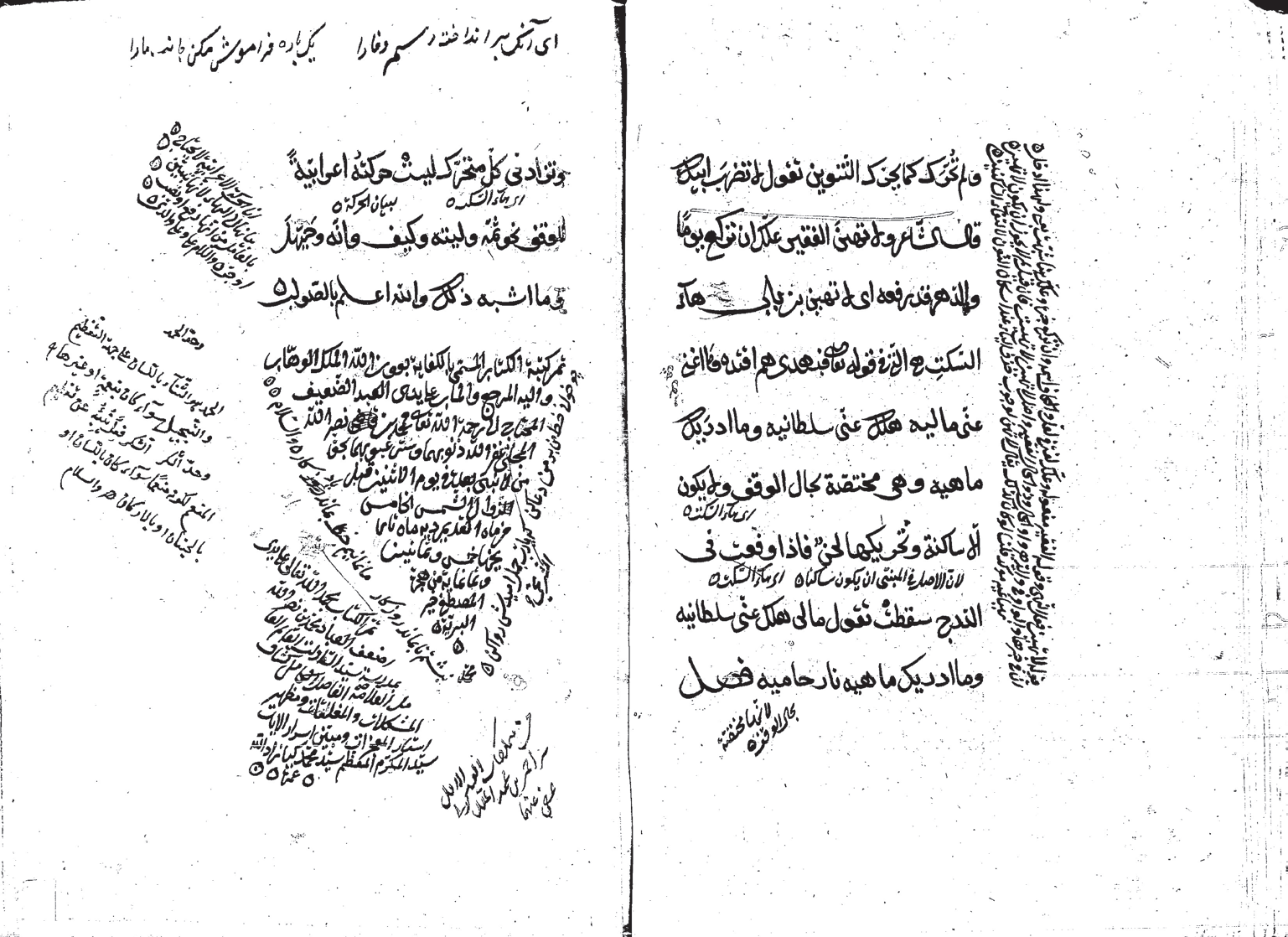
ترجمه طبری کتاب الکفایة فی علم الاعراب با شیوهٔ کتابت زیدی که در برگ ترقیمه آن شعری به زبان طبری آورده شده.

ترجمه‌هایی که از زبان عربی به زبان طبری انجام شده‌اند، مانند قرآن و مقامات الحریری، از میراث مکتوب مهم مازندرانی به‌شمار می‌روند و نشان‌دهندهٔ استقلال این زبان از زبان فارسی معیار در دوره‌های تاریخی پیشین هستند و همچنین ثابت می‌کنند زبان طبری برخلاف برخی از زبان‌ها که صرفاً جنبهٔ گفتاری داشته‌اند، ارزش نوشتاری نیز داشته است. لیکن این نوشته‌ها به طبری غالباً ناقص و معیوب هستند و خط ناخوانایی دارند، که برای مازندرانی‌زبانان امروزی درک آن‌ها دشوار است. با این حال، نزدیکی متن تفسیر کتاب‌الله با زبان امروزی طبری و آثار تاریخی و ادبی موجود از آن، موجب شده است که این اثر را به زبان طبری بدانند.
روش ترجمهٔ این آثار غالباً به صورت ترجمه کلمه به کلمه بوده است، که ایرادهایی بر آن وارد است. این روش استخراج دستور زبان مقصد را دشوار می‌کند و مشخص نیست در یک ترکیب اضافی، کدام کلمه مضاف و کدام یک مضاف‌الیه است یا مثلاً کدام حروف اضافی پیشایندی و کدام حروف پسایندی هستند. همچنین رسم‌الخط این نسخ ناخوانا است و در امر نقطه‌گذاری قصور دارد. صرف و نحو در آن غالباً تحت تأثیر زبان مبدأ است و فاقد واژگان اصیل زبان طبری است و برخی کلمات به نظر برساخته هستند و بعید است در آن روزگار رایج بوده باشند.
رسم‌الخط در ترجمه‌ها به گونه‌ای است که گویا خواندن زبان طبری چندان دشوار نبوده است. کلمات چسبیده به هم نوشته شده‌اند، مد الف و سرکش گاف وجود ندارند، نقاط سه‌گانه برای پ، ژ و چ به یک نقطه تقلیل یافته و برای شین تنها دو نقطهٔ عمودی روی دندانه‌ها آمده در حالی که برای حرف سین دو نقطهٔ عمودی زیر دندانه‌ها جای دارند. حرف دال مانند حرف واو است و پیچ قلم به گونه‌ای در انتهای کلمه می‌چرخد، که مشخص نیست کدام حرف را نشان می‌دهد.
الول ساتن پس از بررسی نسخه لژ اسکاتلند، زمان نگارش این نسخه را در حدود قرن دوازدهم هجری (هجدهم میلادی) تخمین زده است. او زبان این نسخه را از زبان‌های کاسپین معرفی می‌کند، ولی می‌گوید برخی ویژگی‌های گویشی آن در هیچ‌یک از دو زبان گیلکی و مازندرانی وجود ندارد. حبیب برجیان با اشاره به این پژوهش، می‌گوید متون ترجمه شده از عربی، با هیچ‌یک از گونه‌های زندهٔ زبان‌های کاسپین مطابقت ندارد و با توجه به نزدیکی لهجهٔ نسخه‌های موجود، یحتمل در مکان و زمان محدود و به‌خصوصی نوشته شده‌اند، که شاید در حوالی رود چالوس باشد.
الول ساتن از ۱۷۰۰ کلمه این نسخه، تنها ۶۰۰ فقره را واژگان محلی می‌داند؛ و نیز تطور تاریخی صامت‌ها، صرف و نحو و همچنین اسامی و افعال را بررسی کرده است. عباسعلی ابراهیمی نیز با بررسی حدود ۲۵۰۰ واژهٔ مازندرانی این اثر و توجه به ویژگی‌های زبانی آن، معتقدست تفسیر کتاب‌الله گرچه در قرون نهم و دهم نوشته شده، ولی برخی خصوصیات زبان‌های ایرانی دوره میانه را در خود حفظ نموده و از آثار شاخص و غنی برای مطالعات زبان‌شناختی به‌شمار می‌آید.
عباسعلی ابراهیمی در مقاله‌ای تحولات آوایی زبان طبری را با توجه به این اثر مورد بررسی قرار داده است و موارد ذیل را برشمرده: تبدیل «ج» به «ز»، وجود «و» به جای «گ»، وجود «و» به جای «ب»، وجود «و» به جای «پ»، وجود «د» به جای «ت»، وجود «م» به جای «ن»، وجود «ی» به جای «د»، وجود «ئ» (همزه) به جای «ی» و «گ» و «و»، وجود «ی» به جای «الف»، وجود «ون» و «وم» به جای «آن» و «آم»، جابه‌جایی صداها، فرایند حذف برخی صداها، وجود «ل» به جای «ر»، وجود «س» به جای «ز» و غیره.
چند نمونه به عنوان مثال در اینجا مطرح می‌شوند:
| آیه          | متن قرآن                                                                   | نشانی       | ترجمه طبری | آوانویسی (احتمالی) | ترجمه فارسی |
| ------------ | -------------------------------------------------------------------------- | ----------- | --- | --- | --- |
| بقره، ۲۸۶    | لا یُکَلِّفُ اللهُ نَفْساً إلّا وُسْعَها                                                | ج ۱ ۶۰ ر    | هیج نفسا الا بانداجهٔ تونش خویش | hič nafsā ellā beandājee t∂neše xiš | هیچ نفسی را مگر به اندازهٔ توانایی‌اش بازخواست نخواهد کرد.                                                                                     |
| آل عمران، ۱۴ | وَاللَّهُ عِنْدَهُ حُسْنُ الْمَآبِ                                                       | ج ۱ ۶۳ ر    | ویشه خجیر واجومین‌گاه | viyeše x∂jir v∂jumingāh | [و نزد خدا] او جایگاه نهایی نیکویی خواهد داشت.                                                                                               |
| تین، ۴       | فِی أَحْسَنِ تَقْوِیمٍ                                                              | ج ۲ ۳۷۱ پ   | بخجیرترین پجارش | be x∂jirterin pejār∂š | به نیکوترین قوام. |
| طه، ۶۱       | وَقَدْ خَابَ مَنِ افْتَرَیٰ                                                           | ج ۲ ۲۲ ر    | نااومی بو اون کس که درو هاساجه | nā∂mi bu un kas ke deru hās∂je | کسی که دروغ می‌گوید، ناامیدست. |
| طه، ۹۲–۹۴    | مَا مَنَعَکَ إِذْ رَأَیْتَهُمْ ضَلُّوا أَلَّا تَتَّبِعَنِ ۖ أَفَعَصَیْتَ أَمْرِی قَالَ یَا ابْنَ أُمَّ لَا تَأْخُذْ بِلِحْیَتِی | ج ۲ ۲۶ پ    | تا چه واداشته اون وقت که تو اوشونا دی باوی راه بو. تو می پر نکتی بمن جا نوماای می فرمانِ. هرون کت ای می مار پسر تو هامکیر امی ریش  | tā če vādāšte [ ] un vax ke t∂ ∂wšunā di bāvirah bu. t∂ mi per naketi bemene ja numāi [ ] mi farm∂ne. hārun get ay mi māre peser t∂ hamagir ami riš | چه چیزی مانعت شد که زمانی که دیدی ایشان گمراه شدند، تو دنبال من نیامدی، آیا از فرمانم سرپیچی کردی؟ هارون گفت ای پسر مادر من تو ریش مرا نگیر. |
| انبیاء، ۵۶   | وَأنا عَلی ذلِکُمْ مِنَ الشّاهِدِینَ                                                  | ج ۲ ۴۰ پ    | من ور شما اجملهٔ کواهونم | men v∂r šemā ajumlee gevāhunem | من بر شما از جملهٔ گواهانم |
| الهمزة، ۳    | یَحْسَبُ أنَّ مالَهُ أخْلَدَهُ                                                         | ج ۲ ۳۸۰ ر   | کمون بری ورا بهمیشک کنیا | gemun bār∂ ver∂ behamišek keniyā | گمان برد [که مالش] وی را همیشه جاودانه خواهد کرد.                                                                                            |
| نسا، ۱۶۸–۱۶۹ | وَلَا لِیَهْدِیَهُمْ طَرِیقًا إِلَّا طَرِیقَ جَهَنَّمَ                                            | ج ۱ ۱۲۵ ر-پ | واشونا راه بهشت ننماره بهیج حال. الا راه دوزخ بنماره                                                                              | v∂šunā rāhe behešt nanemāre behič haāl. Ellā rāhe d∂zex benemāre                                                                                    | آن‌ها به‌هیچ وجه راه بهشت را درک نخواهند کرد؛ مگر این که راه دوزخ را درک کنند.                                                                 |
| قارعه، ۴     | یَوْمَ یَکُونُ النَّاسُ کَالْفَرَاشِ الْمَبْثُوثِ                                             | ج ۲ ۳۷۶ پ   | اون روج که بون چون قلاکش سا دپات                                                                                                  | un ruj ke bun čon q∂lākeš sā depāt | آن روز که مردم چون پروانه پراکنده باشند. |
| کوثر، ۱–۳    | إنّا أعطَیناکَ الکَوثَرَ فَصَلِّ لِرَبِّکَ وَانحَر إنَّ شانِئَکَ هوَ الأَبتَرُ                       | ج ۲ ۳۸۱ ر   | اما ترا هادائیم یا محمد ص وهشتی خونی چشمه. نماج بکن، تی خیا شکر بجار دنی بُره، دیم‌ها قبله کن، قربان بکن؛ که ترا بزا نوم بوسته اونه | emā t∂ra hadāyim yā mohammad wehešti xwuni češme. nemāj baken, ti xiya šukr b∂jār d∂ni b∂re, dim hā qeble baken. ke t∂ra beza num boste une.        | ما چشمه‌ای خونین به تو عطا کردیم. پس برای پروردگارت نماز گزار و قربانی کن. دشمنت خود بی‌تبار خواهد بود.                                        |